# Jake und Dinos Chapman
Jake (* 1966 in Cheltenham) und Dinos Chapman (* 1962 in London) sind zwei britische Künstler. In ihrem künstlerischen Schaffen treten die beiden Brüder fast ausschließlich gemeinsam auf.

## Leben und Werk
Beide studierten in London am Royal College of Art und unterstützten das Künstlerpaar Gilbert und George als Assistenten. Erst 1992 begannen die Brüder, gemeinsam an eigenen Werken zu arbeiten.
Schwerpunkt ihres Schaffens sind Kunststoffmodelle von Menschen oder Darstellungen von Schaufensterpuppen aus Fiberglas. Eines ihrer ersten Werke war die Nachstellung der 83 Szenen von Folter und Verstümmelung aus Francisco Goyas Bilderzyklus Die Schrecken des Krieges mit kleinen dreidimensionalen Plastikfiguren. Eine dieser Szenen wurde später im Werk Great Deeds Against the Dead in lebensgroßem Maßstab umgesetzt.
Die beiden Brüder setzten das Thema der anatomischen Veränderung mit einer Serie von oft zusammengewachsenen Kinderschaufensterpuppen fort, denen sie Genitalien in die Gesichter setzten. Die Figuren sind bis auf die Turnschuhe an den Füßen nackt. Und zwar Turnschuhe der Marke Fila. Das größte dieser Werke nennen sie Zygotic Acceleration, Biogenetic, Desublimated Libidinal Model. Anderen Skulpturen dieser Reihe gaben sie einfache Titel wie Fuckface oder Two-Faced Cunt, in denen sich der für ihre Arbeit typische schmale Grat zwischen Humor und Lust an der Provokation zeigt.
Mit Hell, das im Jahr 2000 entstand, kehrten Jake und Dinos Chapman wieder zu ihren Miniaturmodellen zurück. In neun Vitrinen, die sie in der Form eines umgekehrten Hakenkreuzes platzierten, setzten sie über 30.000 Figuren entweder in Uniformen von Nationalsozialisten oder unbekleidet und mutiert, mit denen sie ein Szenario des Folterns und der Vernichtung inszenierten. Das Werk ist heute Teil der Sammlung François Pinaults.
2002 schufen die Brüder eine Serie von afrikanisch anmutenden Holzskulpturen, Masken und Fetischen, The Chapman Family Collection. Auf den zweiten Blick stellt sich heraus, dass alle Objekte ein oder mehrere McDonald’s-Signets aufweisen oder sogar McDonald’s-Werbeträger wie Ronald McDonald darstellen.
Häufig beziehen sich die beiden Brüder in ihrem Werk auf Künstler früherer Epochen. Sie greifen wie bei Goya ein Werk direkt auf oder zeigen große Affinitäten zu Hieronymus Bosch, William Blake, Auguste Rodin oder Nicolas Poussin. 1995 entstand die Skulptur Übermensch, die Stephen Hawking gefährlich nah am Rand eines Kliffs darstellt. Mit dieser Figur griffen sie Edwin Landseers Motiv Monarch of the Glen auf.
Die Arbeiten von Jake und Dinos Chapman waren stets von heftigen Kontroversen begleitet. Neben dem ständigen Vorwurf des schlechten Geschmacks ernteten sie 2003 heftige Proteste, als sie auf eine 1937 gedruckte Serie der Goya-Radierungen Die Schrecken des Krieges lustige Comic-Figuren malten. Allen Widerständen zum Trotz wurden sie 2003 für den Turner Prize nominiert. 2008 übermalten sie für die Ausstellung If Hitler Had Been a Hippy How Happy Would We Be 13 Aquarelle von Adolf Hitler mit Friedenssymbolen.

## Ausgewählte Ausstellungen
- 2017: The Disasters of Everyday Life. Jake & Dinos Chapman, Blain|Southern, London.
- 2017: In the Realm of the Senseless. Jake & Dinos Chapman, Arter (art center), Istanbul.
- 2017: To Live and Think like Pigs. Jake & Dinos Chapman, UTA Artist Space, Los Angeles.
- 2016: Heaven and Hell. (Group show), Stedelijk Museum, Amsterdam.
- 2014: Come and See. Jake & Dinos Chapman, DHC/ART Foundation for Contemporary Art, Montreal.
- 2014: Come and See. Jake & Dinos Chapman, Serpentine Gallery, London.